# أدوبي بريدج
أدوبي بريدج (بالإنجليزية: Adobe Bridge)‏ هو برنامج تنظيمي وجزء من مجموعة ادوبى السحابية Creative Cloud من أنظمة أدوبي. غرضه الأساسي ربط تطبيقات الحزمة السحابية معاً باستخدام شكلاً أقرب إلى مستعرض الملفات الذي كان موجوداً في الإصدارات السابقة من أدوبي فوتوشوب. يمكن الوصول إلى أدوبي بريدج من جميع تطبيقات الحزمة السحابية (باستثناء النسخة المستقلة من أدوبي أكروبات).

## تفاصيل
يقوم بريدج بتنظيم الملفات كإعادة تسمية مجموعة ملفات دفعة واحدة، ويوسم بعناوين ملونة أو نجوم، تحرير معلومات XMP المضمنة أو المرتبطة ومعلومات تبادل نموذج البيانات الوصفية IPTC وفرزها أو تصنيفها على أساس بيانات التعريف الخاصة بهم.
والتعامل مع نسخ مختلفة من الملف هو جزء من مشروع أدوبي فيرجن كيو، ومع ذلك فإنه يفتقر إلى وظائف تحرير الصورالموجودة في أدوبي فوتوشوب لايت روم، يمكن أن يعرض ملفات الصور في عدة أحجام، وعرض كشرائح، وعرض كقوائم، ولكل مجلد يوضع له إشارة مرجعية، لديه ملف ذاكرة تخزين مؤقته لتسريع عرض الصور، هذه الذاكرة المؤقتة ممكن أن تكون في موقع مركزي أو في مجلدات منفردة .
أدوبي بريدج يمكن أن يعمل من داخل جميع برامج كرييتف سويت باستثناء أدوبي أكروبات.
إلى جانب أدوبي فوتوشوب، يستطيع بريدج أن ينفذ تعليمات مكونات فوتوشوب الإضافية والنصوص وفلاتر صور الكاميرا الخام راو Raw على مجموعة من الصور معآ، كذلك يوجد بداخل فوتوشوب بريدج مصغر يسمى ميني بريدج يضيف ملف تصفح صغير على الفوتوشوب، وبالرغم من ذلك لابد عند إستخدامه ان يكون برنامج بريدج قيد العمل في الخلفية .
أدوبي بريدج متخصص باستخدام جافا سكريبت، ويتوفر دليل البرمجة على شبكة الإنترنت، وكذلك في شكل كتاب ورقي.
أدوبي بريدج يسمح بالوصول إلى مخزن أدوب للصورAdobe Stock Photos على الإنترنت، حيث تتوفر فيه مجموعات من الصور الفوتوغرافية، لكن هذه الخدمة تم وقفها في 1 أبريل عام 2008.

## وصلات خارجية
- الموقع الرسمي